# Danh sách tỉnh thành Việt Nam giáp biển
Bờ biển Việt Nam tính từ cực đông thành phố Móng Cái đến cực tây thành phố Hà Tiên có chiều dài là 3.260 km (tính cả chiều dài bờ biển). Bao gồm 21 tỉnh, thành phố nằm dọc theo duyên hải từ tỉnh Quảng Ninh đến tỉnh An Giang.
- Các tỉnh từ Quảng Ninh đến Quảng Trị giáp vịnh Bắc Bộ
- Các tỉnh từ Quảng Trị đến phía đông tỉnh Cà Mau giáp vùng chính của Biển Đông
- Tỉnh An Giang và phía tây tỉnh Cà Mau giáp vịnh Thái Lan.

Dưới đây là danh sách các tỉnh thành của Việt Nam có đường bờ biển giáp với Biển Đông và Vịnh Thái Lan.

## Danh sách các tỉnh và chi tiết
| STT | Tỉnh, thành giáp biển (Đường bờ biển) | Xã, phường         |
| --- | ------------------------------------- | ------------------ |
| 1   | Quảng Ninh (250 km)                   | Móng Cái 1         |
| 1   | Quảng Ninh (250 km)                   | Móng Cái 2         |
| 1   | Quảng Ninh (250 km)                   | Móng Cái 3         |
| 1   | Quảng Ninh (250 km)                   | Hai Ninh           |
| 1   | Quảng Ninh (250 km)                   | Vĩnh Thực          |
| 1   | Quảng Ninh (250 km)                   | Quảng Đức          |
| 1   | Quảng Ninh (250 km)                   | Quảng Hà           |
| 1   | Quảng Ninh (250 km)                   | Đường Hoa          |
| 1   | Quảng Ninh (250 km)                   | Đầm Hà             |
| 1   | Quảng Ninh (250 km)                   | Quảng Tân          |
| 1   | Quảng Ninh (250 km)                   | Đông Ngũ           |
| 1   | Quảng Ninh (250 km)                   | Tiên Yên           |
| 1   | Quảng Ninh (250 km)                   | Hải Lạng           |
| 1   | Quảng Ninh (250 km)                   | Hải Hòa            |
| 1   | Quảng Ninh (250 km)                   | Mông Dương         |
| 1   | Quảng Ninh (250 km)                   | Cửa Ông            |
| 1   | Quảng Ninh (250 km)                   | Cẩm Phả            |
| 1   | Quảng Ninh (250 km)                   | Quang Hanh         |
| 1   | Quảng Ninh (250 km)                   | Hà Tu              |
| 1   | Quảng Ninh (250 km)                   | Hạ Long            |
| 1   | Quảng Ninh (250 km)                   | Hồng Gai           |
| 1   | Quảng Ninh (250 km)                   | Cao Xanh           |
| 1   | Quảng Ninh (250 km)                   | Thống Nhất         |
| 1   | Quảng Ninh (250 km)                   | Hoành Bồ           |
| 1   | Quảng Ninh (250 km)                   | Việt Hưng          |
| 1   | Quảng Ninh (250 km)                   | Bãi Cháy           |
| 1   | Quảng Ninh (250 km)                   | Tuần Châu          |
| 1   | Quảng Ninh (250 km)                   | Hà An              |
| 1   | Quảng Ninh (250 km)                   | Liên Hòa           |
| 2   | Hải Phòng (125 km)                    | Đông Hải           |
| 2   | Hải Phòng (125 km)                    | Hải An             |
| 2   | Hải Phòng (125 km)                    | Dương Kinh         |
| 2   | Hải Phòng (125 km)                    | Đồ Sơn             |
| 2   | Hải Phòng (125 km)                    | Nam Đồ Sơn         |
| 2   | Hải Phòng (125 km)                    | Kiến Hải           |
| 2   | Hải Phòng (125 km)                    | Hùng Thắng         |
| 2   | Hải Phòng (125 km)                    | Chấn Hưng          |
| 3   | Hưng Yên (52 km)                      | Đông Thụy Anh      |
| 3   | Hưng Yên (52 km)                      | Thái Thụy          |
| 3   | Hưng Yên (52 km)                      | Thái Ninh          |
| 3   | Hưng Yên (52 km)                      | Đông Thái Ninh     |
| 3   | Hưng Yên (52 km)                      | Đông Tiền Hải      |
| 3   | Hưng Yên (52 km)                      | Đồng Châu          |
| 3   | Hưng Yên (52 km)                      | Nam Cường          |
| 3   | Hưng Yên (52 km)                      | Hưng Phú           |
| 4   | Ninh Bình (88 km)                     | Giao Minh          |
| 4   | Ninh Bình (88 km)                     | Giao Hòa           |
| 4   | Ninh Bình (88 km)                     | Giao Phúc          |
| 4   | Ninh Bình (88 km)                     | Giao Hưng          |
| 4   | Ninh Bình (88 km)                     | Giao Bình          |
| 4   | Ninh Bình (88 km)                     | Giao Ninh          |
| 4   | Ninh Bình (88 km)                     | Hải Hưng           |
| 4   | Ninh Bình (88 km)                     | Hải Quang          |
| 4   | Ninh Bình (88 km)                     | Hải Tiến           |
| 4   | Ninh Bình (88 km)                     | Hải Xuân           |
| 4   | Ninh Bình (88 km)                     | Hải Thịnh          |
| 4   | Ninh Bình (88 km)                     | Rạng Đông          |
| 4   | Ninh Bình (88 km)                     | Kim Đông           |
| 4   | Ninh Bình (88 km)                     | Bình Minh          |
| 5   | Thanh Hóa (102 km)                    | Tân Tiến           |
| 5   | Thanh Hóa (102 km)                    | Nga Sơn            |
| 5   | Thanh Hóa (102 km)                    | Vạn Lộc            |
| 5   | Thanh Hóa (102 km)                    | Hoằng Tiến         |
| 5   | Thanh Hóa (102 km)                    | Hoằng Thanh        |
| 5   | Thanh Hóa (102 km)                    | Sầm Sơn            |
| 5   | Thanh Hóa (102 km)                    | Nam Sầm Sơn        |
| 5   | Thanh Hóa (102 km)                    | Quảng Ninh         |
| 5   | Thanh Hóa (102 km)                    | Quảng Bình         |
| 5   | Thanh Hóa (102 km)                    | Tiên Trang         |
| 5   | Thanh Hóa (102 km)                    | Ngọc Sơn           |
| 5   | Thanh Hóa (102 km)                    | Tân Dân            |
| 5   | Thanh Hóa (102 km)                    | Hải Lĩnh           |
| 5   | Thanh Hóa (102 km)                    | Tĩnh Gia           |
| 5   | Thanh Hóa (102 km)                    | Hải Bình           |
| 5   | Thanh Hóa (102 km)                    | Nghi Sơn           |
| 6   | Nghệ An (82 km)                       | Tân Mai            |
| 6   | Nghệ An (82 km)                       | Quỳnh Mai          |
| 6   | Nghệ An (82 km)                       | Quỳnh Anh          |
| 6   | Nghệ An (82 km)                       | Quỳnh Phú          |
| 6   | Nghệ An (82 km)                       | Hải Châu           |
| 6   | Nghệ An (82 km)                       | Diễn Châu          |
| 6   | Nghệ An (82 km)                       | An Châu            |
| 6   | Nghệ An (82 km)                       | Hải Lộc            |
| 6   | Nghệ An (82 km)                       | Cửa Lò             |
| 7   | Hà Tĩnh (137 km)                      | Đan Hải            |
| 7   | Hà Tĩnh (137 km)                      | Tiên Điền          |
| 7   | Hà Tĩnh (137 km)                      | Cổ Đạm             |
| 7   | Hà Tĩnh (137 km)                      | Lộc Hà             |
| 7   | Hà Tĩnh (137 km)                      | Thạch Khê          |
| 7   | Hà Tĩnh (137 km)                      | Thạch Lạc          |
| 7   | Hà Tĩnh (137 km)                      | Đồng Tiền          |
| 7   | Hà Tĩnh (137 km)                      | Yên Hòa            |
| 7   | Hà Tĩnh (137 km)                      | Thiên Cầm          |
| 7   | Hà Tĩnh (137 km)                      | Cẩm Trung          |
| 7   | Hà Tĩnh (137 km)                      | Kỳ Xuân            |
| 7   | Hà Tĩnh (137 km)                      | Kỳ Anh             |
| 7   | Hà Tĩnh (137 km)                      | Kỳ Khang           |
| 7   | Hà Tĩnh (137 km)                      | Hải Ninh           |
| 7   | Hà Tĩnh (137 km)                      | Vũng Áng           |
| 7   | Hà Tĩnh (137 km)                      | Hoành Sơn          |
| 8   | Quảng Trị (191 km)                    | Phú Trạch          |
| 8   | Quảng Trị (191 km)                    | Hòa Trạch          |
| 8   | Quảng Trị (191 km)                    | Quảng Trạch        |
| 8   | Quảng Trị (191 km)                    | Bắc Gianh          |
| 8   | Quảng Trị (191 km)                    | Bắc Trạch          |
| 8   | Quảng Trị (191 km)                    | Đông Trạch         |
| 8   | Quảng Trị (191 km)                    | Hoàn Lão           |
| 8   | Quảng Trị (191 km)                    | Nam Trạch          |
| 8   | Quảng Trị (191 km)                    | Đồng Thuận         |
| 8   | Quảng Trị (191 km)                    | Đồng Hới           |
| 8   | Quảng Trị (191 km)                    | Ninh Châu          |
| 8   | Quảng Trị (191 km)                    | Cam Hồng           |
| 8   | Quảng Trị (191 km)                    | Sơn Ngư            |
| 8   | Quảng Trị (191 km)                    | Vĩnh Hoàng         |
| 8   | Quảng Trị (191 km)                    | Cửa Tùng           |
| 8   | Quảng Trị (191 km)                    | Bến Hải            |
| 8   | Quảng Trị (191 km)                    | Cửa Việt           |
| 8   | Quảng Trị (191 km)                    | Nam Cửa Việt       |
| 8   | Quảng Trị (191 km)                    | Triệu Cơ           |
| 8   | Quảng Trị (191 km)                    | Mỹ Thúy            |
| 9   | Huế (120 km)                          | Phong Phú          |
| 9   | Huế (120 km)                          | Phong Quảng        |
| 9   | Huế (120 km)                          | Thuận An           |
| 9   | Huế (120 km)                          | Phú Vinh           |
| 9   | Huế (120 km)                          | Vinh Lộc           |
| 9   | Huế (120 km)                          | Phú Lộc            |
| 9   | Huế (120 km)                          | Chân Mây - Lăng Cô |
| 10  | Đà Nẵng (155 km)                      | Hải Vân            |
| 10  | Đà Nẵng (155 km)                      | Liên Chiểu         |
| 10  | Đà Nẵng (155 km)                      | Hòa Khánh          |
| 10  | Đà Nẵng (155 km)                      | Thanh Khê          |
| 10  | Đà Nẵng (155 km)                      | Hải Châu           |
| 10  | Đà Nẵng (155 km)                      | Sơn Trà            |
| 10  | Đà Nẵng (155 km)                      | An Hải             |
| 10  | Đà Nẵng (155 km)                      | Ngũ Hành Sơn       |
| 10  | Đà Nẵng (155 km)                      | Điện Bàn Đông      |
| 10  | Đà Nẵng (155 km)                      | Hội An Tây         |
| 10  | Đà Nẵng (155 km)                      | Hội An Đông        |
| 10  | Đà Nẵng (155 km)                      | Tân Hiệp           |
| 10  | Đà Nẵng (155 km)                      | Duy Nghĩa          |
| 10  | Đà Nẵng (155 km)                      | Thăng An           |
| 10  | Đà Nẵng (155 km)                      | Thăng Trường       |
| 10  | Đà Nẵng (155 km)                      | Quảng Phú          |
| 10  | Đà Nẵng (155 km)                      | Tam Xuân           |
| 10  | Đà Nẵng (155 km)                      | Tam Anh            |
| 10  | Đà Nẵng (155 km)                      | Tam Hải            |
| 10  | Đà Nẵng (155 km)                      | Núi Thành          |
| 11  | Quảng Ngãi (130 km)                   | Bình Sơn           |
| 11  | Quảng Ngãi (130 km)                   | Vạn Tường          |
| 11  | Quảng Ngãi (130 km)                   | Đông Sơn           |
| 11  | Quảng Ngãi (130 km)                   | Tịnh Khê           |
| 11  | Quảng Ngãi (130 km)                   | An Phú             |
| 11  | Quảng Ngãi (130 km)                   | Long Phụng         |
| 11  | Quảng Ngãi (130 km)                   | Mỏ Cày             |
| 11  | Quảng Ngãi (130 km)                   | Lân Phong          |
| 11  | Quảng Ngãi (130 km)                   | Trà Câu            |
| 11  | Quảng Ngãi (130 km)                   | Đức Phổ            |
| 11  | Quảng Ngãi (130 km)                   | Khánh Cường        |
| 11  | Quảng Ngãi (130 km)                   | Sa Huỳnh           |
| 12  | Gia Lai (134 km)                      | Hoài Nhơn Bắc      |
| 12  | Gia Lai (134 km)                      | Hoài Nhơn          |
| 12  | Gia Lai (134 km)                      | Hoài Nhơn Đông     |
| 12  | Gia Lai (134 km)                      | Phù Mỹ Bắc         |
| 12  | Gia Lai (134 km)                      | Phù Mỹ Đông        |
| 12  | Gia Lai (134 km)                      | An Lương           |
| 12  | Gia Lai (134 km)                      | Đề Gi              |
| 12  | Gia Lai (134 km)                      | Cát Tiến           |
| 12  | Gia Lai (134 km)                      | Ngô Mây            |
| 12  | Gia Lai (134 km)                      | Quy Nhơn Đông      |
| 12  | Gia Lai (134 km)                      | Quy Nhơn           |
| 12  | Gia Lai (134 km)                      | Quy Nhơn Nam       |
| 12  | Gia Lai (134 km)                      | Nhơn Châu          |
| 13  | Đắk Lắk (182 km)                      | Xuân Lộc           |
| 13  | Đắk Lắk (182 km)                      | Xuân Cảnh          |
| 13  | Đắk Lắk (182 km)                      | Sông Cầu           |
| 13  | Đắk Lắk (182 km)                      | Xuân Đài           |
| 13  | Đắk Lắk (182 km)                      | Tuy An Đông        |
| 13  | Đắk Lắk (182 km)                      | Ô Loan             |
| 13  | Đắk Lắk (182 km)                      | Tuy An Nam         |
| 13  | Đắk Lắk (182 km)                      | Bình Kiến          |
| 13  | Đắk Lắk (182 km)                      | Tuy Hòa            |
| 13  | Đắk Lắk (182 km)                      | Phú Yên            |
| 13  | Đắk Lắk (182 km)                      | Hòa Hiệp           |
| 13  | Đắk Lắk (182 km)                      | Hòa Xuân           |
| 14  | Khánh Hòa (490 km)                    | Đại Lãnh           |
| 14  | Khánh Hòa (490 km)                    | Tu Bông            |
| 14  | Khánh Hòa (490 km)                    | Vạn Thắng          |
| 14  | Khánh Hòa (490 km)                    | Vạn Ninh           |
| 14  | Khánh Hòa (490 km)                    | Vạn Hưng           |
| 14  | Khánh Hòa (490 km)                    | Bắc Ninh Hòa       |
| 14  | Khánh Hòa (490 km)                    | Đông Ninh Hòa      |
| 14  | Khánh Hòa (490 km)                    | Hòa Thắng          |
| 14  | Khánh Hòa (490 km)                    | Nam Ninh Hòa       |
| 14  | Khánh Hòa (490 km)                    | Bắc Nha Trang      |
| 14  | Khánh Hòa (490 km)                    | Nha Trang          |
| 14  | Khánh Hòa (490 km)                    | Nam Nha Trang      |
| 14  | Khánh Hòa (490 km)                    | Cam Lâm            |
| 14  | Khánh Hòa (490 km)                    | Bắc Cam Ranh       |
| 14  | Khánh Hòa (490 km)                    | Cam Ranh           |
| 14  | Khánh Hòa (490 km)                    | Cam Linh           |
| 14  | Khánh Hòa (490 km)                    | Ba Ngòi            |
| 14  | Khánh Hòa (490 km)                    | Nam Cam Ranh       |
| 14  | Khánh Hòa (490 km)                    | Công Hải           |
| 14  | Khánh Hòa (490 km)                    | Vĩnh Hải           |
| 14  | Khánh Hòa (490 km)                    | Ninh Hải           |
| 14  | Khánh Hòa (490 km)                    | Ninh Chử           |
| 14  | Khánh Hòa (490 km)                    | Đông Hải           |
| 14  | Khánh Hòa (490 km)                    | Phước Dinh         |
| 14  | Khánh Hòa (490 km)                    | Cà Ná              |
| 15  | Lâm Đồng (192 km)                     | Vĩnh Hảo           |
| 15  | Lâm Đồng (192 km)                     | Liên Hương         |
| 15  | Lâm Đồng (192 km)                     | Phan Rí Cửa        |
| 15  | Lâm Đồng (192 km)                     | Hòa Thắng          |
| 15  | Lâm Đồng (192 km)                     | Mũi Né             |
| 15  | Lâm Đồng (192 km)                     | Phú Thủy           |
| 15  | Lâm Đồng (192 km)                     | Phan Thiết         |
| 15  | Lâm Đồng (192 km)                     | Tiến Thành         |
| 15  | Lâm Đồng (192 km)                     | Tân Thành          |
| 15  | Lâm Đồng (192 km)                     | Tân Hải            |
| 15  | Lâm Đồng (192 km)                     | La Gi              |
| 15  | Lâm Đồng (192 km)                     | Phước Hội          |
| 15  | Lâm Đồng (192 km)                     | Sơn Mỹ             |
| 16  | Thành phố Hồ Chí Minh (89 km)         | Bình Châu          |
| 16  | Thành phố Hồ Chí Minh (89 km)         | Xuyên Mộc          |
| 16  | Thành phố Hồ Chí Minh (89 km)         | Hồ Tràm            |
| 16  | Thành phố Hồ Chí Minh (89 km)         | Phước Hải          |
| 16  | Thành phố Hồ Chí Minh (89 km)         | Long Hải           |
| 16  | Thành phố Hồ Chí Minh (89 km)         | Phước Thắng        |
| 16  | Thành phố Hồ Chí Minh (89 km)         | Rạch Dừa           |
| 16  | Thành phố Hồ Chí Minh (89 km)         | Tam Thắng          |
| 16  | Thành phố Hồ Chí Minh (89 km)         | Vũng Tàu           |
| 16  | Thành phố Hồ Chí Minh (89 km)         | Long Sơn           |
| 16  | Thành phố Hồ Chí Minh (89 km)         | Tân Phước          |
| 16  | Thành phố Hồ Chí Minh (89 km)         | Thạnh An           |
| 16  | Thành phố Hồ Chí Minh (89 km)         | Cần Giờ            |
| 16  | Thành phố Hồ Chí Minh (89 km)         | Thới An Đông       |
| 17  | Đồng Tháp (32 km)                     | Gia Thuận          |
| 17  | Đồng Tháp (32 km)                     | Tân Điền           |
| 17  | Đồng Tháp (32 km)                     | Gò Công Đông       |
| 17  | Đồng Tháp (32 km)                     | Tân Phú Đông       |
| 18  | Vĩnh Long (130 km)                    | Thới Thuận         |
| 18  | Vĩnh Long (130 km)                    | Bảo Thạnh          |
| 18  | Vĩnh Long (130 km)                    | Tân Thủy           |
| 18  | Vĩnh Long (130 km)                    | Thạnh Hải          |
| 18  | Vĩnh Long (130 km)                    | Thạnh Phong        |
| 18  | Vĩnh Long (130 km)                    | Long Hòa           |
| 18  | Vĩnh Long (130 km)                    | Long Hữu           |
| 18  | Vĩnh Long (130 km)                    | Trường Long Hòa    |
| 18  | Vĩnh Long (130 km)                    | Duyên Hải          |
| 18  | Vĩnh Long (130 km)                    | Đông Hải           |
| 18  | Vĩnh Long (130 km)                    | Long Vĩnh          |
| 19  | Cần Thơ (72 km)                       | Cù Lao Dung        |
| 19  | Cần Thơ (72 km)                       | Trần Đề            |
| 19  | Cần Thơ (72 km)                       | Vĩnh Hải           |
| 19  | Cần Thơ (72 km)                       | Vĩnh Châu          |
| 19  | Cần Thơ (72 km)                       | Vĩnh Phước         |
| 19  | Cần Thơ (72 km)                       | Lai Hòa            |
| 20  | Cà Mau (310 km)                       | Hiệp Thành         |
| 20  | Cà Mau (310 km)                       | Vĩnh Hậu           |
| 20  | Cà Mau (310 km)                       | Đông Hải           |
| 20  | Cà Mau (310 km)                       | Long Điền          |
| 20  | Cà Mau (310 km)                       | Gành Hào           |
| 20  | Cà Mau (310 km)                       | Tân Thuận          |
| 20  | Cà Mau (310 km)                       | Tân Tiến           |
| 20  | Cà Mau (310 km)                       | Tam Giang          |
| 20  | Cà Mau (310 km)                       | Tân Ân             |
| 20  | Cà Mau (310 km)                       | Phan Ngọc Hiển     |
| 20  | Cà Mau (310 km)                       | Đất Mũi            |
| 20  | Cà Mau (310 km)                       | Đất Mới            |
| 20  | Cà Mau (310 km)                       | Cái Đôi Vàm        |
| 20  | Cà Mau (310 km)                       | Phú Tân            |
| 20  | Cà Mau (310 km)                       | Sông Đốc           |
| 20  | Cà Mau (310 km)                       | Khánh Hưng         |
| 20  | Cà Mau (310 km)                       | Đá Bạc             |
| 20  | Cà Mau (310 km)                       | Khánh Lâm          |
| 20  | Cà Mau (310 km)                       | U Minh             |
| 21  | An Giang (200 km)                     | Vân Khánh          |
| 21  | An Giang (200 km)                     | Đông Hưng          |
| 21  | An Giang (200 km)                     | Tân Thạnh          |
| 21  | An Giang (200 km)                     | Đông Thái          |
| 21  | An Giang (200 km)                     | Tây Yên            |
| 21  | An Giang (200 km)                     | Bình An            |
| 21  | An Giang (200 km)                     | Rạch Giá           |
| 21  | An Giang (200 km)                     | Vĩnh Thông         |
| 21  | An Giang (200 km)                     | Mỹ Thuận           |
| 21  | An Giang (200 km)                     | Sơn Kiên           |
| 21  | An Giang (200 km)                     | Hòn Đất            |
| 21  | An Giang (200 km)                     | Bình Sơn           |
| 21  | An Giang (200 km)                     | Bình Giang         |
| 21  | An Giang (200 km)                     | Kiên Lương         |
| 21  | An Giang (200 km)                     | Sơn Hải            |
| 21  | An Giang (200 km)                     | Hòn Nghệ           |
| 21  | An Giang (200 km)                     | Tô Châu            |
| 21  | An Giang (200 km)                     | Hà Tiên            |
| 21  | An Giang (200 km)                     | Tiên Hải           |

Việt Nam có 12 đơn vị hành chính cấp huyện có đường bờ biển chung quanh được gọi là huyện đảo và thành phố đảo thuộc về 9 tỉnh và thành phố. Các huyện đảo và thành phố đảo này nằm trong các khu vực vịnh Bắc bộ, vùng chính biển Đông và vịnh Thái Lan.
Dưới đây là danh sách chi tiết về các huyện đảo và thành phố đảo, thứ tự từ Bắc xuống Nam.

## Danh sách đặc khu
| STT | Đặc khu      | Diện tích (km²) | Dân số (người) | Tỉnh                  | Chú thích |
| --- | ------------ | --------------- | -------------- | --------------------- | --- |
| 1   | Cô Tô        | 47,30           | 5.840 (2018)   | Quảng Ninh            | Là một quần đảo với trên 50 hòn đảo lớn nhỏ. Thị trấn Cô Tô (huyện lỵ) nằm ở phía nam đảo Cô Tô, cách TP. Hạ Long trên 70km đường chim bay. |
| 2   | Vân Đồn      | 551,30          | 52.940 (2018)  | Quảng Ninh            | Là một quần đảo với khoảng 600 hòn đảo lớn nhỏ. Thị trấn Cái Rồng (huyện lỵ) nằm ở phía tây nam đảo Cái Bầu, cách TP. Hạ Long gần 40 km đường chim bay. |
| 3   | Bạch Long Vĩ | 1,80            | 907 (2009)     | Hải Phòng             | Đảo có chiều dài khoảng 3km, chiều rộng khoảng 1,5km, diện tích khoảng 1,8km² khi thủy triều lên mức cao nhất và khoảng 3,05km² khi thủy triều xuống mức thấp nhất. Cách đảo Hòn Dáu (Q. Đồ Sơn, Hải Phòng) 110km và đảo Hạ Mai (H. Vân Đồn, Quảng Ninh) 70km theo đường chim bay.                                              |
| 4   | Cát Hải      | 345,31          | 43.187 (2018)  | Hải Phòng             | Bao gồm 367 hòn đảo lớn nhỏ thuộc Quần đảo Cát Bà và đảo Cát Hải hợp thành huyện đảo. Thị trấn Cát Bà (huyện lỵ) nằm ở phía nam đảo Cát Bà, cách trung tâm TP. Hải Phòng 40 km theo đường chim bay. |
| 5   | Cồn Cỏ       | 2,30            | 500 (2016)     | Quảng Trị             | Là một hòn đảo cách Mũi Lay của bờ biển tỉnh Quảng Trị 27km về hướng đông. Trung tâm hành chính của huyện đảo nằm ở phía nam đảo. |
| 6   | Hoàng Sa     | 305.00          | 0              | Đà Nẵng               | Là một quần đảo san hô, nằm cách bờ biển Việt Nam 315km (170 hải lý). Hiện đang là khu vực tranh chấp giữa VN và Trung Quốc nên không có cư dân người Việt. |
| 07  | Lý Sơn       | 9,97            | 23.000 (2019)  | Quảng Ngãi            | Là một nhóm đảo gồm 3 hòn đảo có tên Cù Lao Ré, Cù Lao Bãi Lớn và hòn Mù Cu. Trung tâm hành chính huyện đảo nằm ở phía nam đảo Cù lao Ré, cách bờ biển xã Bình Hải (H. Bình Sơn, Quảng Ngãi) 25 km. |
| 08  | Trường Sa    | 496             | 195 (2009)     | Khánh Hòa             | Là một quần đảo san hô, cách bờ biển Cam Ranh khoảng 446,50km (248 hải lý) về hướng đông nam. Hiện nay chỉ có một số đảo có người Việt cư ngụ, số đảo còn lại đang có sự tranh chấp với các nước trong khu vực. |
| 09  | Phú Quý      | 17,40           | 30.971 (2018)  | Lâm Đồng              | Là một nhóm đảo gồm 11 đảo, trong đó đảo Cù lao Thu là đảo lớn nhất (dân cư hầu hết cư ngụ ở đảo này) và 10 hòn đảo lớn nhỏ ở chung quanh. Trung tâm hành chính huyện đảo nằm ở phía tây nam đảo Cù lao Thu, cách TP. Phan Thiết 110 km về phía đông.                                                                           |
| 10  | Côn Đảo      | 76,00           | 8.360 (2019)   | Thành phố Hồ Chí Minh | Là một quần đảo gồm 16 hòn đảo lớn nhỏ, cách bờ biển Vũng Tàu 175km (97 hải lý). Trung tâm hành chính huyện đảo nằm ở phía đông đảo Côn Sơn (đảo lớn nhất trong quần đảo). |
| 11  | Phú Quốc     | 589,23          | 107.000 (2018) | An Giang              | Là một quần đảo có tên là quần đảo An Thới gồm 22 hòn đảo lớn nhỏ, đảo Phú Quốc là đảo có diện tích lớn nhất. Phường Dương Đông là huyện lỵ của thành phố đảo nằm ở phía tây đảo Phú Quốc, cách Hà Tiên 45 km về hướng tây và cách Rạch Giá 120 km về hướng tây bắc. Phú Quốc là thành phố đảo đầu tiên và duy nhất ở Việt Nam. |
| 12  | Kiên Hải     | 30,00           | 25.000         | An Giang              | Là một nhóm đảo gồm các đảo Hòn Tre, Hòn Rái và một quần đảo nhỏ Nam Du. Thị trấn Kiên Hải nằm trên đảo Hòn Tre là điểm gần Rạch Giá nhất với khoảng cách 30km và xa nhất là quần đảo Nam Du cách Rạch Giá 117km. Quần đảo này gồm có 21 hòn đảo lớn nhỏ và được chia thành 2 xã Nam Du và An Sơn.                              |
| 13  | Thổ Châu     |                 |                | An Giang              | |